# Florian

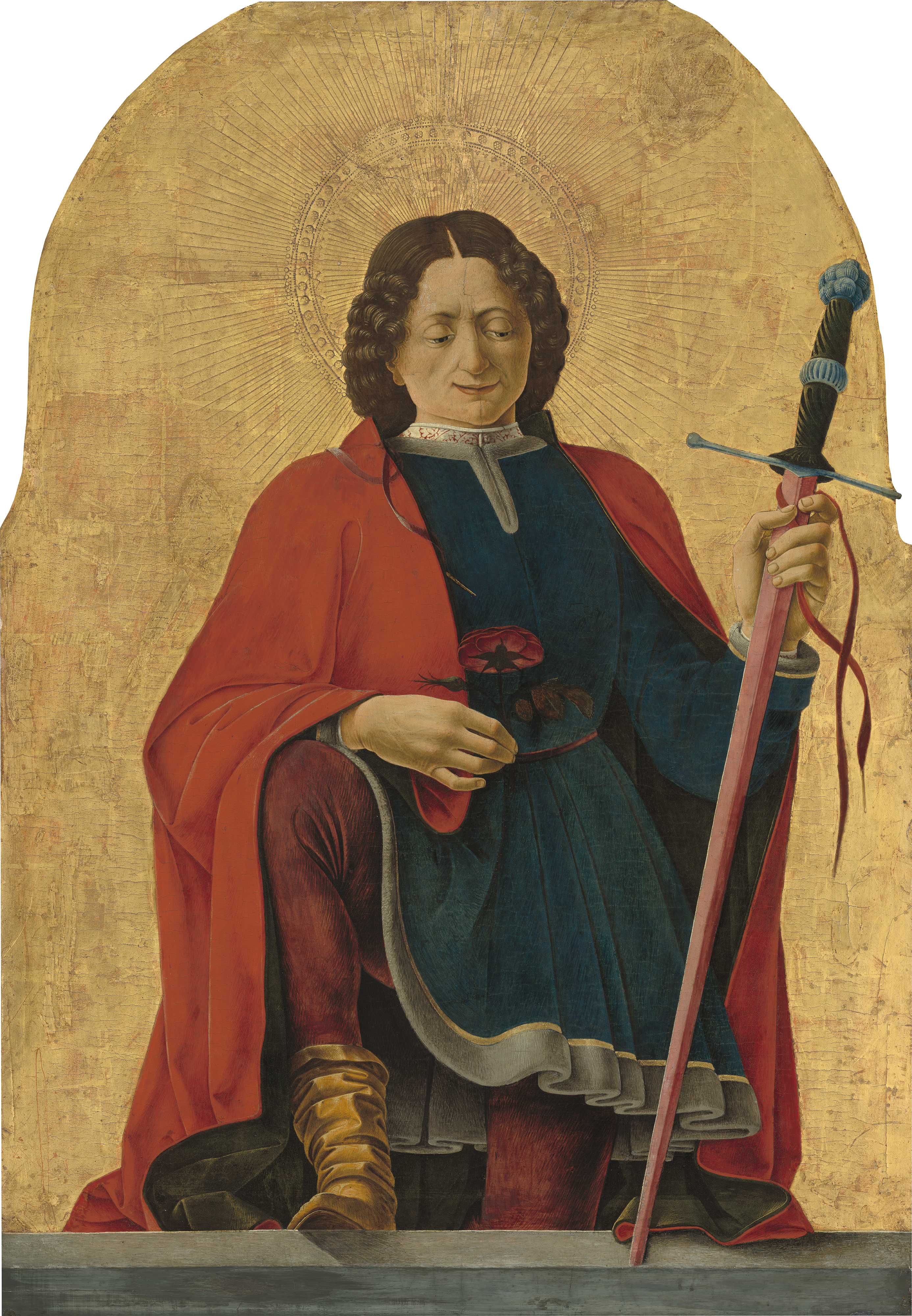
Heiliger Florian, 1473 gemalt von Francesco del Cossa

Florian ist ein männlicher Vorname und ein Familienname.

## Herkunft und Bedeutung
Florian ist aus dem lateinischen Namen Flōriānus, ursprünglich ein Cognomen, entlehnt, der wiederum von Flōrus abgeleitet ist. Zugrunde liegt lateinisch flōrus, ein selten belegtes Adjektiv, dessen ursprüngliche Bedeutung „gelb“, „blond“, „rotgelb“ ist, das jedoch später unter dem Einfluss von flōrēre „blühen“ i. S. v. „blühend“ oder „glänzend, prächtig“ verwendet wurde. Auch Florian selbst wird volksetymologisch häufig mit flōrēre und flōs (Genitiv Singular flōris) „Blüte, Blume“ verbunden und als „der Blühende, Prächtige (etc.)“ gedeutet.

## Varianten

### Männliche Varianten
- Italienisch: Fiore, Floro, Fiorino, Floriano
  - Rätoromanisch: Flurin
  - Lateinisch: Florianus, Florus
- Kroatisch: Florijan
- Portugiesisch: Floro
- Rumänisch: Florin
- Russisch: Флор Flor
- Slowakisch: Florián
- Slowenisch: Florijan
- Spanisch: Floro, Florián
- Tschechisch: Florián
- Ungarisch: Flórián

### Weibliche Varianten
- Französisch: Floriane, Florianne, Florine
- Rätoromanisch: Flurina
- Rumänisch: Floriana, Florina
- Spanisch: Florina, Floriana

## Verbreitung
Der Name Florian ist international verbreitet. Besonders beliebt ist er derzeit in Österreich (Rang 19, Stand: 2020).
Seit den 1970er Jahren ist der Name Florian in ganz Deutschland verbreitet. In den 1980er und 1990er Jahren zählte er zu den beliebtesten Jungennamen. Seitdem wird er seltener vergeben. Im Jahr 2021 belegte er Rang 131 in der Hitliste. Besonders beliebt ist der Name in Bayern.

## Namenstag
Der Namenstag wird nach dem christlichen Märtyrer Florian am 4. Mai gefeiert. Er ist Landespatron von Oberösterreich und Schutzpatron der Feuerwehr, der Bierbrauer und Seifensieder, der Schornsteinfeger und von Polen.

## Namensträger

### Einzelname
- Florianus († 276), römischer Kaiser
- Florian von Lorch († 304), christlicher Märtyrer und Heiliger

### Vorname

#### Florian
- Florian Abel († 1565), deutscher Maler und Zeichner
- Florian Abel (* 1989), deutscher Fußballspieler
- Florian Adamski (1971–2023), österreichischer Kabarettist und Schauspieler
- Flórián Albert (1941–2011), ungarischer Fußballspieler und -trainer
- Florian Alt (* 1996), deutscher Motorradrennfahrer
- Florian Ambrosius (* 1975), deutscher Fernsehmoderator
- Florian Ambru (* 1928), rumänischer Fußballspieler und -trainer
- Florian Anderer (* 1980), deutscher Schauspieler
- Florian Arnold (* 1985), deutscher Philosoph und Designtheoretiker
- Florian Ast (* 1975), Schweizer Musiker
- Florian Bilic (* 1994), deutscher Politiker (CDU), Mitglied des Bundestages
- Florian Billek (* 1988), deutscher Handballspieler
- Florian Bissinger (* 1988), deutscher Radrennfahrer
- Florian Bittner (* 1991), deutscher Fußballspieler
- Florian Burmeister (* 1997), deutscher Handballspieler
- Florian Ceynowa (1817–1881), deutscher Schriftsteller und Bürgerrechtler
- Florian Coulmas (* 1949), deutscher Japanologe
- Florian Eiben (* 1982), deutscher Politiker (SPD)
- Florian David Fitz (* 1974), deutscher Schauspieler
- Florian Gantner (* 1980), österreichischer Schriftsteller
- Florian Gärtner (* 1968), deutscher Filmregisseur und Drehbuchautor
- Florian Gerster (* 1949), deutscher Politiker (SPD, FDP)
- Florian Geyer (um 1490–1525), deutscher Ritter und Diplomat
- Florian Guillou (* 1982), französischer Radrennfahrer
- Florian Grafl (* 1982), deutscher Schachspieler
- Florian Grillitsch (* 1995), österreichischer Fußballspieler
- Florian Halm (* 1964), deutscher Schauspieler und Synchronsprecher
- Florian Hammer (* 1982), deutscher Poolbillardspieler
- Florian Hart (* 1990), österreichischer Fußballspieler
- Florian Havemann (* 1952), deutscher Schriftsteller, Maler und Komponist
- Florian Heft (* 1990), deutscher Fußballschiedsrichter
- Florian Heller (* 1982), deutscher Fußballspieler
- Florian Henckel von Donnersmarck (* 1973), deutscher Regisseur
- Florian Hoffmann (Schauspieler), deutscher Schauspieler
- Florian Hoffmann (Rechtswissenschaftler) (* 1972), deutscher Rechts- und Politikwissenschaftler
- Florian Hoffmann (Mediziner) (* 1974), deutscher Kinderarzt, Hochschullehrer und Verbandsfunktionär (DIVI)
- Florian Hoffmann (Sänger) (* 1977/1978), deutscher Sänger (Tenor)
- Florian Hoffmann (Synchronsprecher) (* 1978), deutscher Synchronsprecher
- Florian Hossner (* 1982), deutscher Handballspieler
- Florian Hufnagl (1948–2019), deutscher Kunsthistoriker
- Florian Illies (* 1971), deutscher Journalist und Buchautor
- Florian Just (* 1982), deutscher Eiskunstläufer
- Florian Kainz (* 1992), österreichischer Fußballspieler
- Florian Kath (* 1994), deutscher Fußballspieler
- Florian Kehrmann (* 1977), deutscher Handballspieler
- Florian Kienzl (1894–1972), österreichischer Theaterkritiker, Schauspieler, Dramaturg, Regisseur, Übersetzer und Sachbuchautor
- Florian Kirchner (* 1986), deutscher Handballspieler
- Florian König (* 1967), deutscher Moderator und Sportreporter
- Florian Langenscheidt (* 1955), deutscher Verleger
- Florian Langmann (* 1983), deutscher Pokerspieler
- Florian Lechner (Künstler) (* 1938), deutscher Künstler und Designer
- Florian Lechner (Fußballspieler) (* 1981), deutscher Fußballspieler
- Florian Lechner (Fußballschiedsrichter) (* 1991), deutscher Fußballschiedsrichter
- Florian Lechner (Snowboarder) (* 2005), deutsch-österreichischer Snowboarder
- Florian Leitner (* 1988), österreichischer Fußballspieler
- Florian Lukas (* 1973), deutscher Schauspieler
- Florian Mayer (* 1983), deutscher Tennisspieler
- Florian Meimberg (* 1975), deutscher Autor und Regisseur
- Florian Odendahl (* 1974), deutscher Schauspieler
- Florian Opitz (* 1973), deutscher Dokumentarfilmregisseur, Autor und Journalist
- Florian Pötz (* 1991), österreichischer Schachspieler
- Florian Rötzer (* 1953), deutscher Journalist
- Florian Ruck (* 1992), deutscher Fußballspieler
- Florian Schmidt-Foß (* 1974), deutscher Schauspieler und Hörspielsprecher
- Florian Schmidt-Sommerfeld (* 1990), deutscher Sportkommentator
- Florian Schneider-Esleben (1947–2020), deutscher Musiker
- Florian Schöbinger (* 1986), deutscher Handballspieler
- Florian Schroeder (* 1979), deutscher Kabarettist, Autor, Kolumnist, Hörfunk- und Fernsehmoderator
- Florian Schwarthoff (* 1968), deutscher Leichtathlet
- Florian Silbereisen (* 1981), deutscher Moderator und Volksliedsänger
- Florian Simbeck (* 1971), deutscher Schauspieler, Comedian und Politiker (SPD)
- Florian Slotawa (* 1972), deutscher Konzeptkünstler
- Florian Stadler (* 1973), deutscher Schauspieler
- Florian Stritzel (* 1994), deutscher Fußballtorwart
- Florian Thorwart (* 1982), deutscher Fußballspieler
- Florian Walter (* 1987), deutscher Jazz- und Improvisationsmusiker
- Florian Weber (* 1963), deutscher Politiker (BP)
- Florian Weber (* 1974), deutscher Rockmusiker
- Florian Weber (* 1976), deutscher Fernsehmoderator
- Florian Weber (* 1977), deutscher Jazzmusiker
- Florian Weber (* 1981), Schweizer Politiker (FDP)
- Florian Wilmsmann (* 1996), deutscher Freestyle-Skier
- Florián Zajíc (1853–1926), tschechischer Violinist und Musikpädagoge
- Florian Zimmer (* 1983), deutscher Magier und Illusionist

#### Florin
- Florin Granwehr (1942–2019), Schweizer Bildhauer
- Florin Ketterer (* 1993), deutscher Eishockeyspieler
- Florin Kompatscher (* 1960), italienischer Maler
- Florin Laubenthal (1903–1964), deutscher Nervenarzt
- Florin Medeleț (1943–2005), rumänischer Althistoriker und Provinzialrömischer Archäologe
- Florin Prunea (* 1968), rumänischer Fußballtorhüter und derzeit Sportdirektor
- Florin Răducioiu (* 1970), rumänischer Fußballspieler
- Florin Salam (* 1979), rumänischer Manele-Sänger
- Florin Salvisberg (* 1990), Schweizer Triathlet
- Florin Șerban (* 1975), rumänischer Filmregisseur und Drehbuchautor
- Florin Zalomir (1981–2022), rumänischer Fechter

#### Flurin
- Flurin Burkard (* 1987), Schweizer Politiker (SP)
- Flurin Caduff (* 1979), Schweizer Opernsänger
- Flurin Caviezel (* 1956), Schweizer Musiker, Kabarettist und Entertainer
- Flurin Condrau (* 1965), Schweizer Medizinhistoriker
- Flurin Darms (1918–2009), Schweizer reformierter Pfarrer und rätoromanischer Schriftsteller
- Flurin Jecker (* 1990), Schweizer Schriftsteller und Journalist
- Flurin Maissen (1906–1999), Schweizer Benediktinerpater und Naturwissenschaftler
- Flurin Mück (* 1992), Schweizer Jazzmusiker (Schlagzeug)
- Flurin Randegger (* 1988), Schweizer Eishockeyspieler
- Flurin Spescha (1958–2000), Schweizer Schriftsteller und Publizist

### Familienname
- August Florian (1928–2017), österreichischer Mathematiker
- Aurelia Florian (* 19??), rumänische Opernsängerin
- Barbara Florian (* 1931), schwedische Schauspielerin
- Filip Florian (* 1968), rumänischer Schriftsteller
- Frank-Henning Florian (* 1955), deutscher Manager
- Friedrich Karl Florian (1894–1975), deutscher Politiker (NSDAP)
- Friedrich St. Florian (1932–2024), österreichisch-amerikanischer Architekt
- Hans-Gerd Florian (* 1955), deutscher Fußballspieler
- Hans-Joachim Florian (1922–2009), deutscher Arbeitsmediziner
- Henriette Florian (1938–2013), österreichische Malerin und Schriftstellerin
- Jean-Pierre Claris de Florian (1755–1794), französischer Fabeldichter
- Josef Florian (1873–1941), tschechischer Schriftsteller
- Kenny Florian (* 1976), US-amerikanischer Kampfsportler
- Ludwig Maria Florian (1900–1973), deutscher Verwaltungsbeamter und Kommunalpolitiker (CDU)
- Maximilian Florian (1901–1982), österreichischer Maler
- Michael Florian (1911–1984), tschechischer Maler, Graphiker und Illustrator
- Mircea George Florian (1888–1960), rumänischer Philosoph
- Miroslav Florian (1931–1996), tschechischer Dichter und Übersetzer
- Olga Wisinger-Florian (1844–1926), österreichische Malerin
- Pavel Florián (* 1987), tschechischer Badmintonspieler
- Peter Florian (Pianist) (* 1944), rumänisch-deutscher Pianist
- Peter Florian (Maler) (* 1964), österreichischer Maler und Grafiker
- Radu Florian (1920–1991), rumänischer Fußballspieler
- Sabina Florian (* 1983), italienische Eishockeyspielerin
- Selma Krasa-Florian (1927–2014), österreichische Kunsthistorikerin, Kuratorin und Autorin
- Teodor Florian (1899–?), rumänischer Rugbyspieler
- Tibor Flórián (1919–1990), ungarischer Schachspieler und -funktionär
- Walther Florian (1921–2010), deutscher Wirtschaftswissenschaftler
- Winfried Florian (1926–2012), deutscher Verwaltungsjurist und Staatssekretär